# 1969-es kupagyőztesek Európa-kupája-döntő
Az 1969-es kupagyőztesek Európa-kupája-döntőben, a KEK 9. döntőjében a csehszlovák Slovan Bratislava, és a spanyol FC Barcelona mérkőzött a bázeli St. Jakob-Stadionban. A mérkőzést a Slovan Bratislava nyerte 3–2-re.

## A mérkőzés
| 1969. május 21. 19:00 |

| Slovan Bratislava                       | 3–2   | Barcelona             |
| --------------------------------------- | ----- | --------------------- |
| Cvetler 2' Hrivnák 30' Ján Čapkovič 42' | (3–1) | Zaldúa 16' Rexach 52' |

| St. Jakob-Stadion, Bázel Nézőszám: 19 478 Játékvezető: Laurens van Ravens (holland) |

| SLOVAN BRATISLAVA: |   |                   |  |     |
|                    |   |                   |  |     |
| GK                 | 1 | Vencel Sándor     |  |     |
| DF                 |   | Jozef Fillo       |  |     |
| DF                 |   | Alexander Horváth |  |     |
| DF                 |   | Vladimír Hrivnák  |  |     |
| DF                 |   | Ján Zlocha        |  |     |
| MF                 |   | Ivan Hrdlička     |  |     |
| MF                 |   | Jozef Čapkovič    |  |     |
| MF                 |   | Ľudovít Cvetler   |  |     |
| MF                 |   | Móder László      |  | 67' |
| FW                 |   | Karol Jokl        |  |     |
| FW                 |   | Ján Čapkovič      |  |     |
| Cserék:            |   |                   |  |     |
| MF                 |   | Bohumil Bizoň     |  | 67' |
| Vezetőedző:        |   |                   |  |     |
| Michal Vičan       |   |                   |  |     |

| BARCELONA:       |   |                     |  |     |
|                  |   |                     |  |     |
| GK               | 1 | Salvador Sadurní    |  |     |
| DF               |   | Josep Franch        |  | 11' |
| DF               |   | Eladio              |  |     |
| DF               |   | Joaquim Rifé        |  |     |
| DF               |   | Ferran Olivella     |  |     |
| DF               |   | Pedro Zabalza       |  |     |
| MF               |   | Carlos Pellicer     |  |     |
| MF               |   | Santiago Castro     |  | 46' |
| MF               |   | José Antonio Zaldúa |  |     |
| FW               |   | Josep Fusté         |  |     |
| FW               |   | Carles Rexach       |  |     |
| Cserék:          |   |                     |  |     |
| MF               |   | Jesús María Pereda  |  | 11' |
| ??               |   | Mendonça            |  | 46' |
| Vezetőedző:      |   |                     |  |     |
| Salvador Artigas |   |                     |  |     |

| Az 1968–1969-es kupagyőztesek Európa-kupája győztese |
| ---------------------------------------------------- |
| ŠK Slovan Bratislava 1. cím                          |